# Girona Futbol Club 2018-2019
Questa voce raccoglie le informazioni riguardanti il Girona Futbol Club nelle competizioni ufficiali della stagione 2018-2019.

## Maglie e sponsor
| Casa | Trasferta | Terza divisa |

Sponsor ufficiale: Marathon Bet
Fornitore tecnico: Umbro

## Organico

### Rosa
Aggiornata al 18 maggio 2019.
| N. |                     | Ruolo | Calciatore              |
| -- | ------------------- | ----- | ----------------------- |
| 1  | Spagna (bandiera)   | P     | Gorka Iraizoz           |
| 2  | Colombia (bandiera) | D     | Bernardo Espinosa       |
| 3  | Colombia (bandiera) | D     | Johan Mojica            |
| 4  | Angola (bandiera)   | D     | Jonás Ramalho           |
| 5  | Spagna (bandiera)   | D     | Pedro Alcalá            |
| 6  | Spagna (bandiera)   | C     | Álex Granell (capitano) |
| 7  | Uruguay (bandiera)  | A     | Cristhian Stuani        |
| 8  | Spagna (bandiera)   | C     | Pere Pons               |
| 9  | Spagna (bandiera)   | A     | Portu                   |
| 10 | Spagna (bandiera)   | C     | Borja García            |
| 11 | Spagna (bandiera)   | C     | Aday                    |
| 12 | Brasile (bandiera)  | C     | Douglas Luiz            |
| 13 | Marocco (bandiera)  | P     | Bono                    |
| 14 | Spagna (bandiera)   | D     | Raúl García             |

| N. |                           | Ruolo | Calciatore          |
| -- | ------------------------- | ----- | ------------------- |
| 15 | Spagna (bandiera)         | D     | Juanpe              |
| 17 | Inghilterra (bandiera)    | C     | Patrick Roberts     |
| 19 | Honduras (bandiera)       | A     | Anthony Lozano      |
| 20 | Spagna (bandiera)         | D     | Marc Muniesa        |
| 21 | Spagna (bandiera)         | D     | Carles Planas       |
| 22 | Costa d'Avorio (bandiera) | A     | Seydou Doumbia      |
| 23 | Spagna (bandiera)         | C     | Aleix García        |
| 24 | Spagna (bandiera)         | C     | Pedro Porro         |
| 26 | Rep. del Congo (bandiera) | C     | Yhoan Andzouana     |
| 27 | Senegal (bandiera)        | A     | Kévin Soni          |
| 28 | Spagna (bandiera)         | D     | Èric Montes         |
| 30 | Spagna (bandiera)         | P     | José Aurelio Suárez |
| 34 | Spagna (bandiera)         | C     | Valery Fernández    |
| 35 | Corea del Sud (bandiera)  | C     | Paik Seung-ho       |